# Ścieżka przyrodnicza Szuszalewo-Nowy Lipsk
Ścieżka przyrodnicza „Szuszalewo-Nowy Lipsk” – czerwono znakowana ścieżka dydaktyczna w Biebrzańskim Parku Narodowym, w granicach wsi Szuszalewo, Jałowo i Lipsk w województwie podlaskim. Jest to najdłuższa ścieżka dydaktyczna tego parku (5 km w jedną stronę).
Ścieżka prowadzi w poprzek przez dolinę górnej Biebrzy. Jej początkowy odcinek od strony wsi Szuszalewo jest wspólny z zielono znakowaną ścieżką przyrodniczą Szuszalewo i prowadzi drewnianymi kładkami przez torfowiska. Na skrzyżowaniu pod lasem czerwona ścieżka skręca w prawo i prowadzi drewnianą kładką do położonej na bagnach mineralnej wyspy należącej do wsi Jałowo, następnie przez około 1 km drogami na brzeg Biebrzy. Przeprawa na drugi brzeg rzeki odbywa się samoobsługowym pływającym pomostem. Dalej ścieżka prowadzi przybrzeżnym szuwarem i lasem bagiennym. Trudno dostępny, podmokły las jest ostoją wielu cennych gatunków roślin i zwierząt. Na jego skraju wybudowano osłoniętą czatownię z okienkami, przez które można obserwować zwierzęta na rozległym torfowisku. Pojawiają się tutaj (zwłaszcza wczesnym rankiem i wieczorem) łosie, jelenie, sarny, czasami nawet wilki. Bogata fauna ptaków bagiennych, m.in.: czajka zwyczajna, bekas kszyk, błotniak stawowy, żuraw zwyczajny. Wśród roślin torfowiska rzadkie gatunki: żółtawa forma kukułki krwistej, kruszczyk błotny, lipiennik Loesela, wielosił błękitny, brzoza niska.

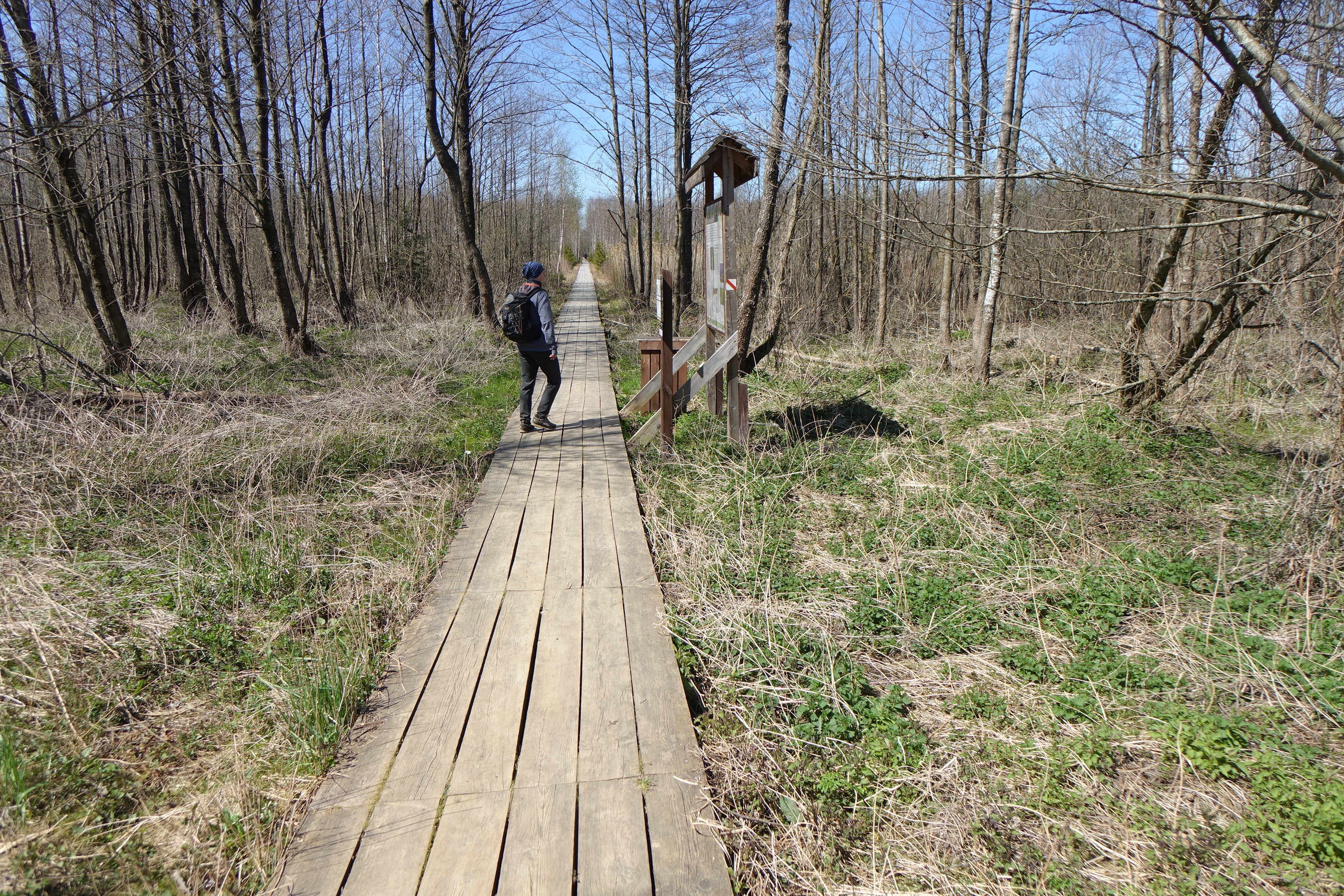
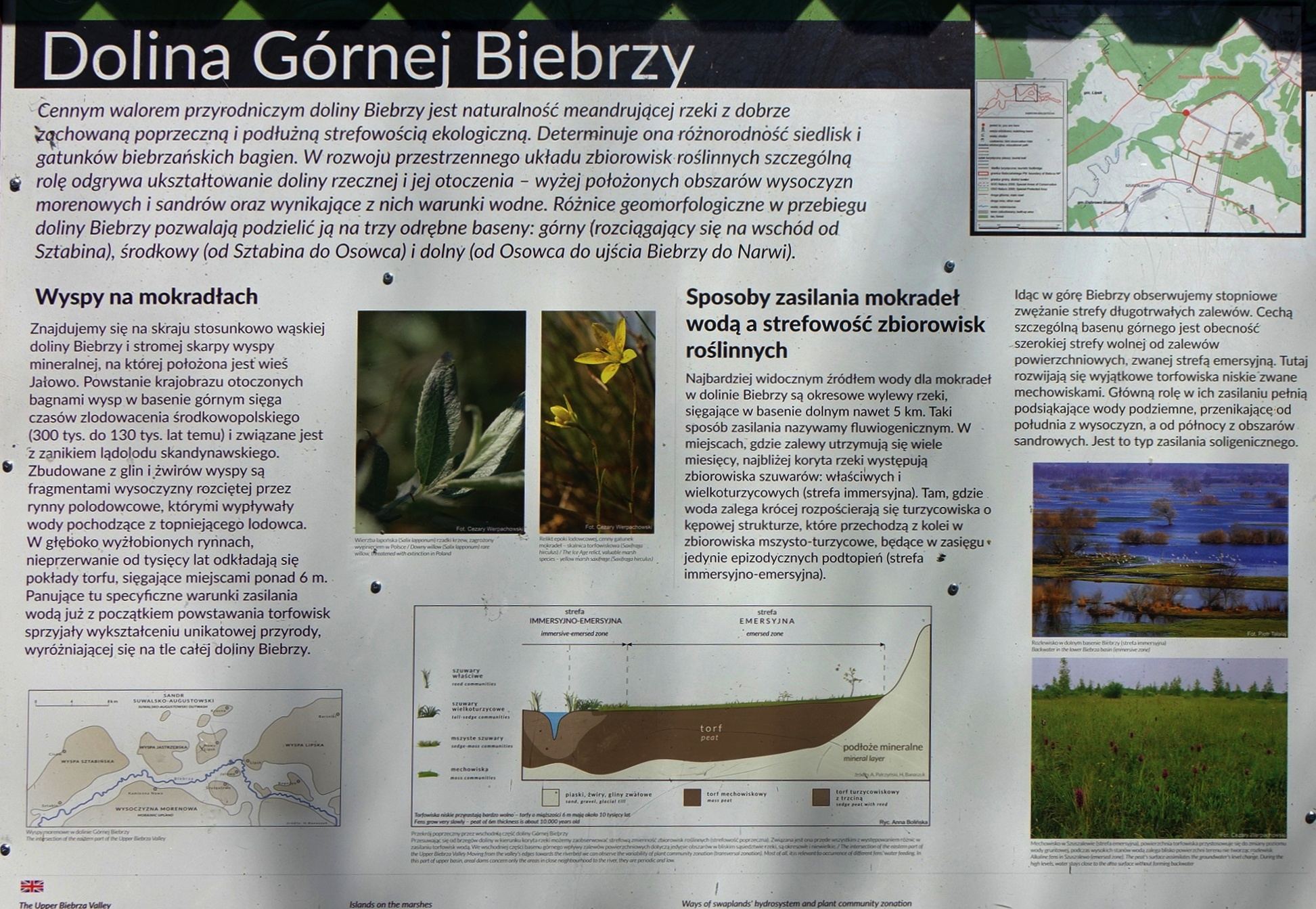
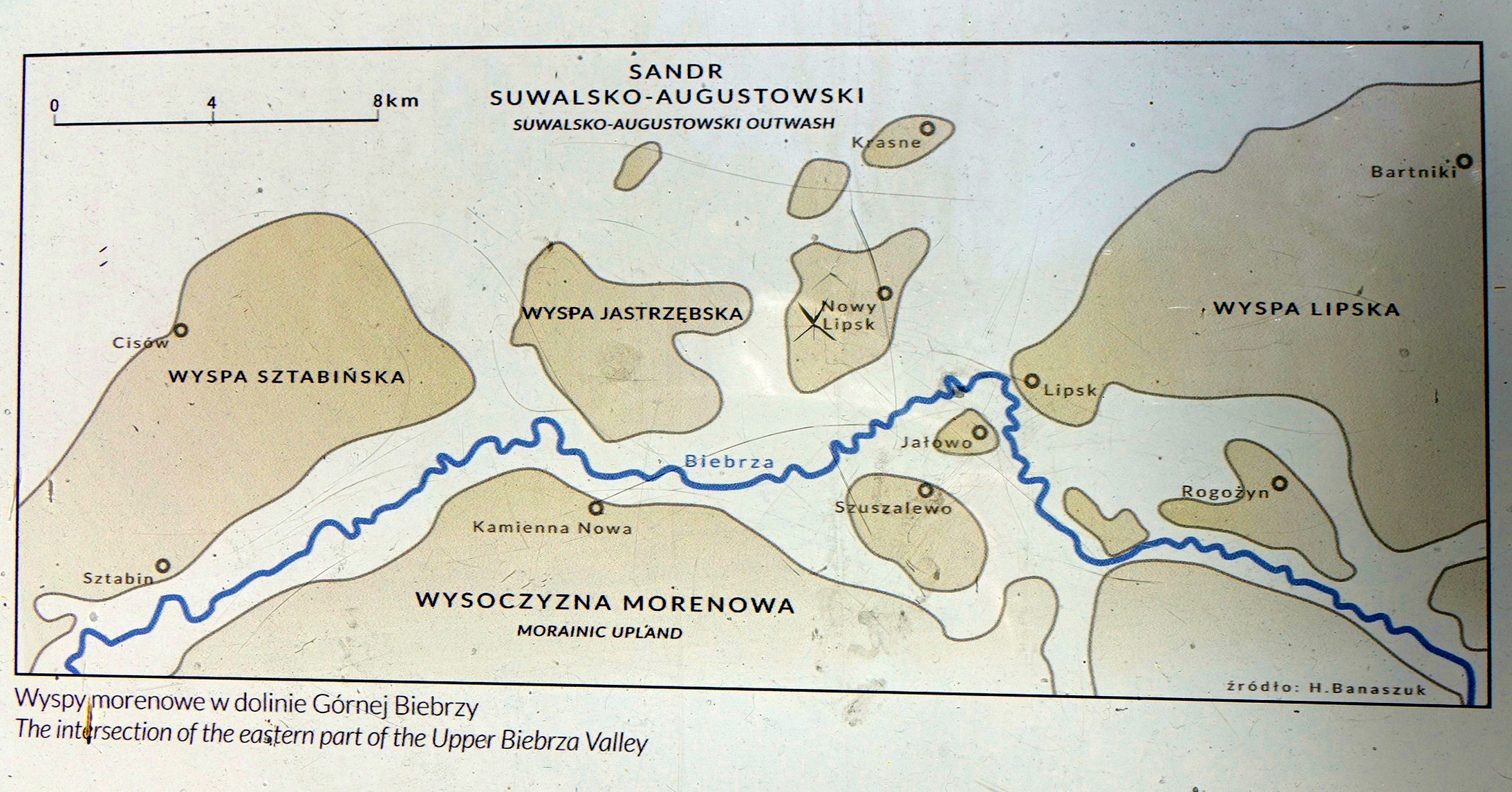
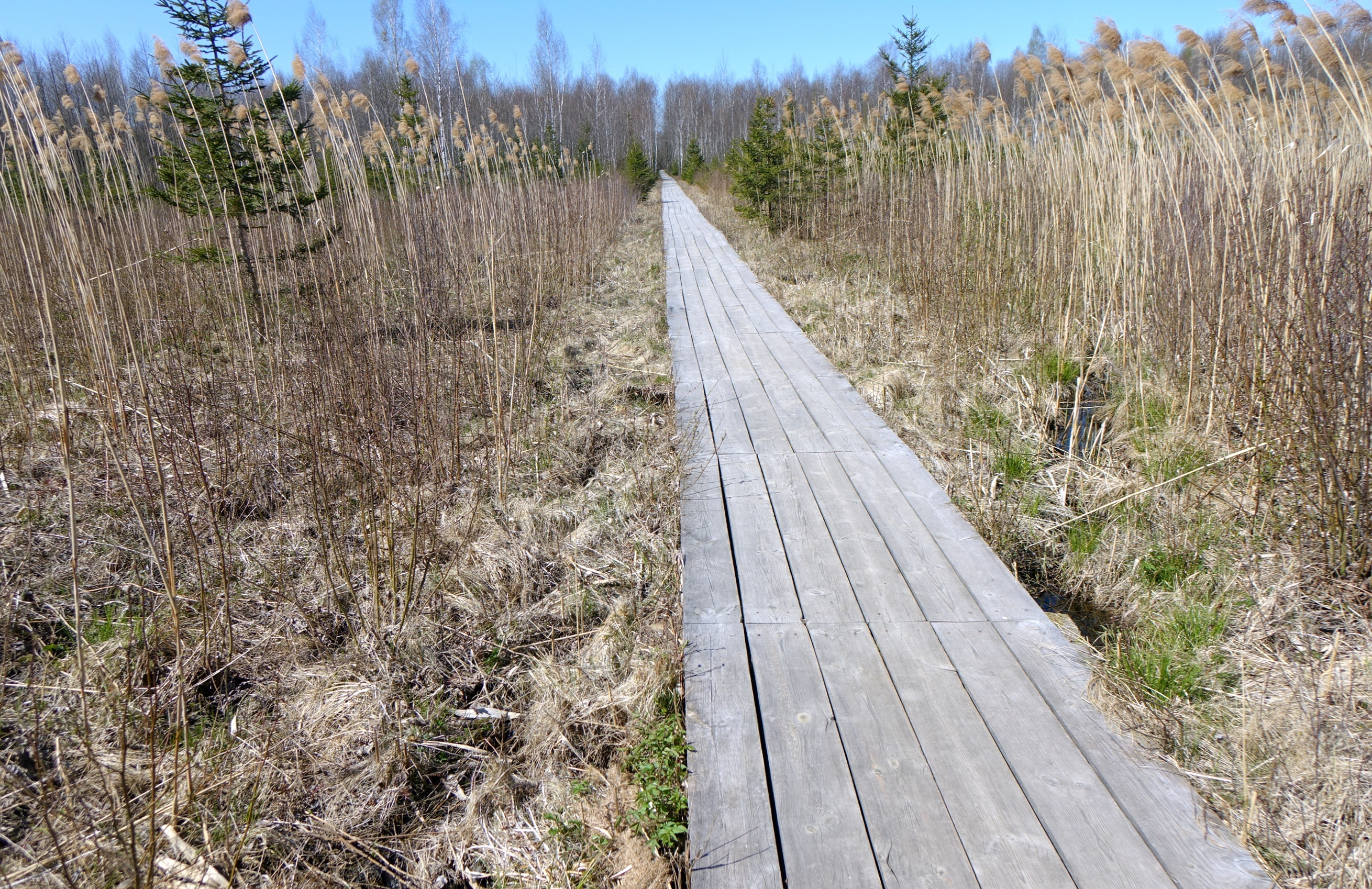
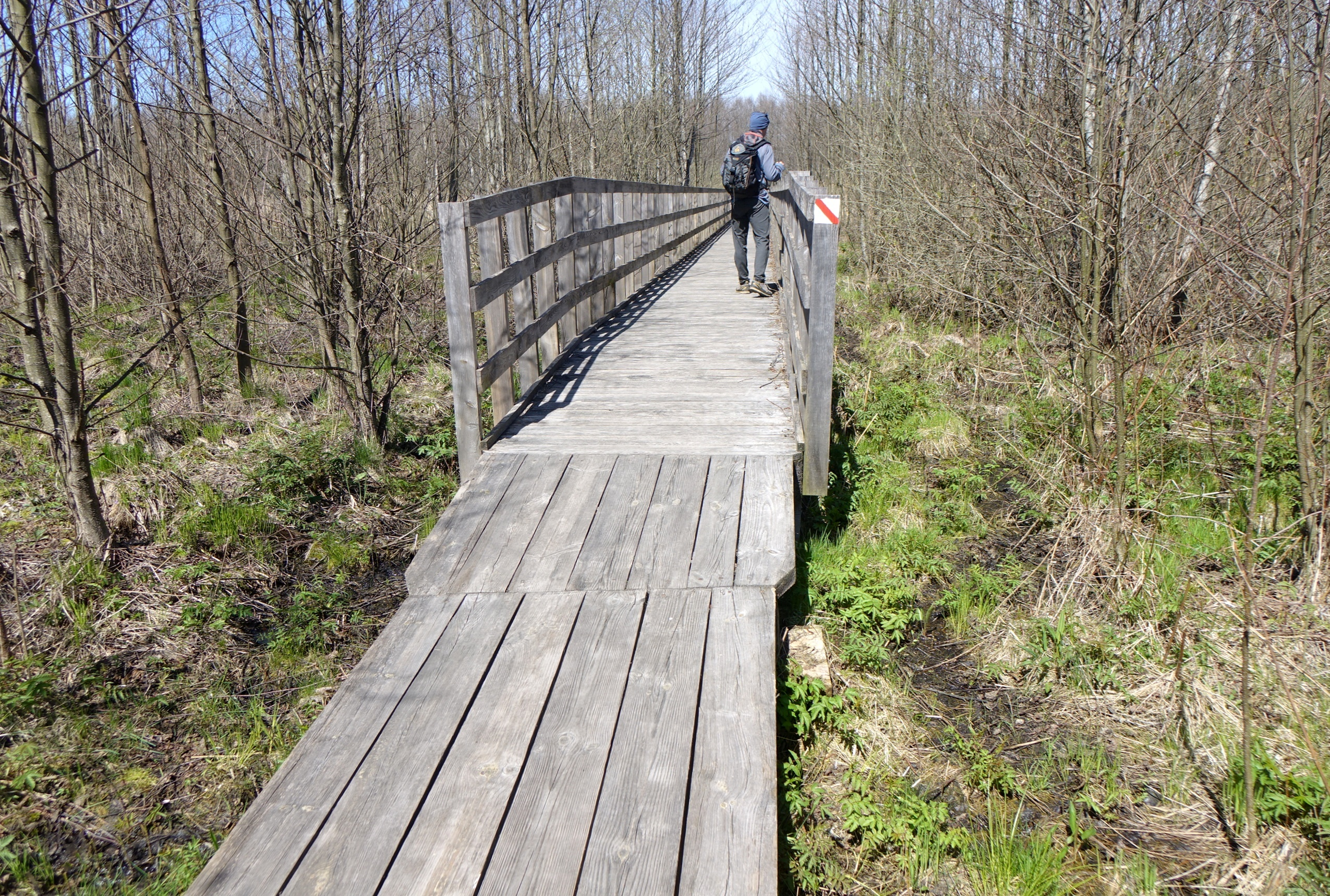
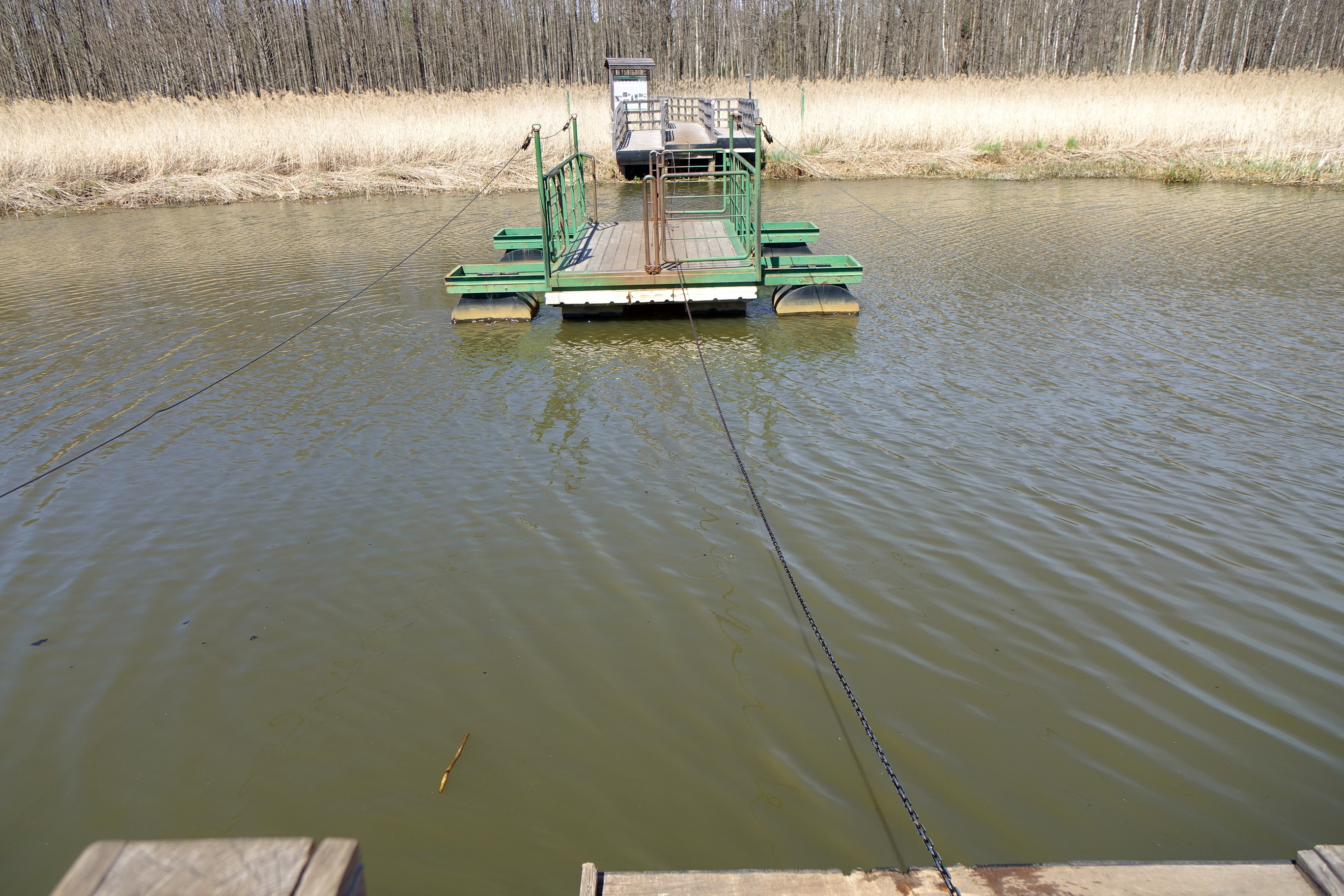
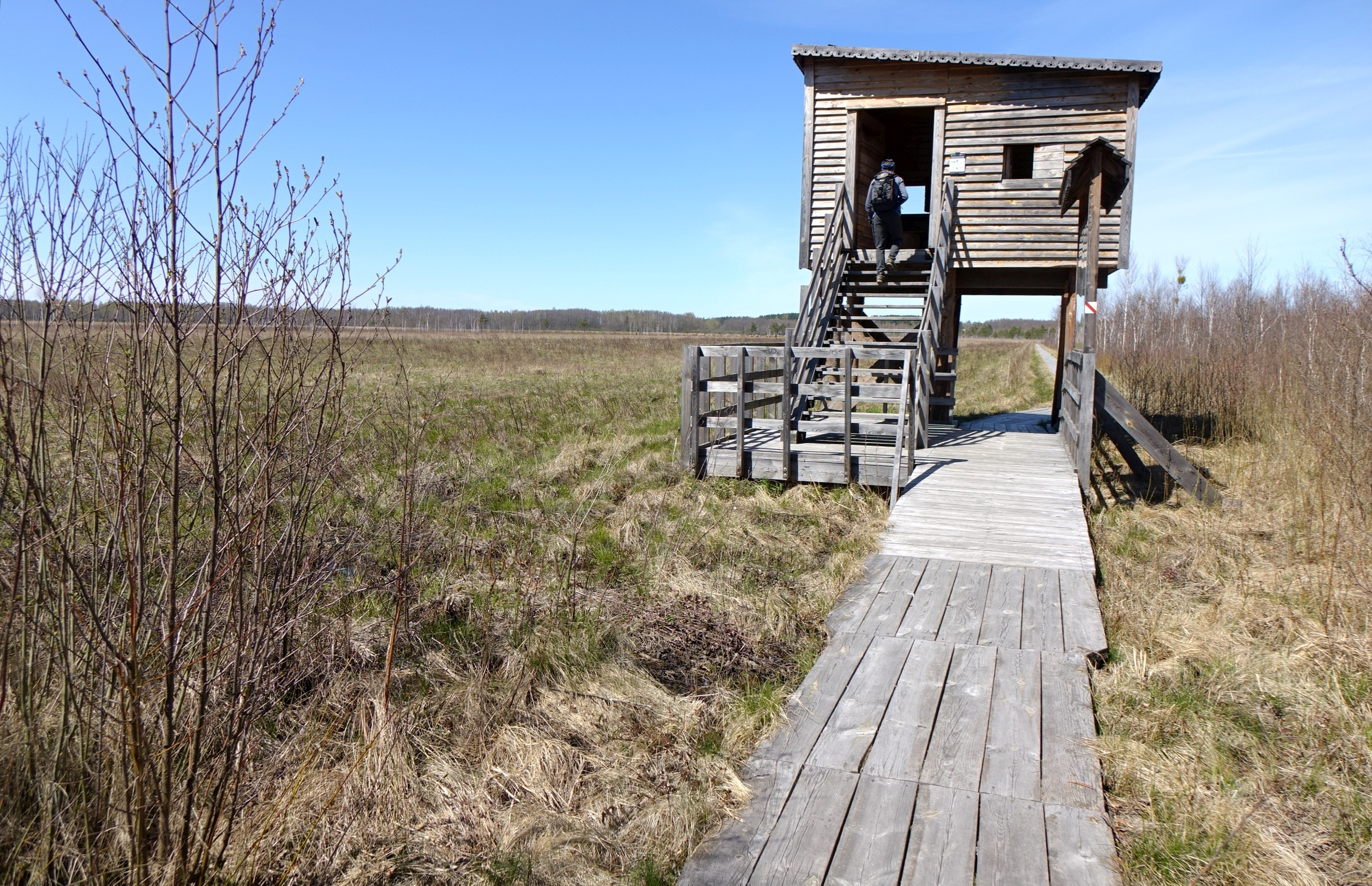
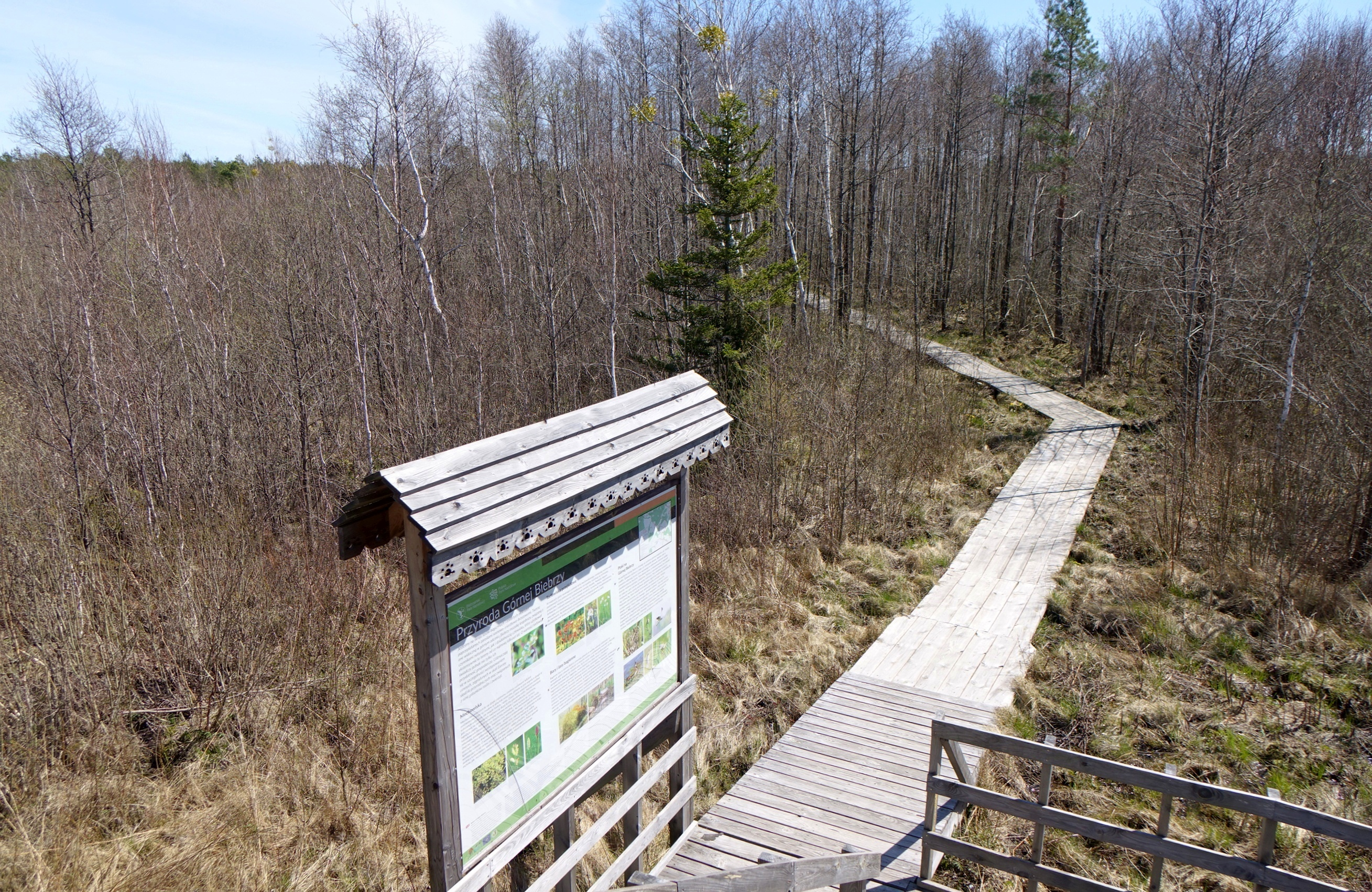
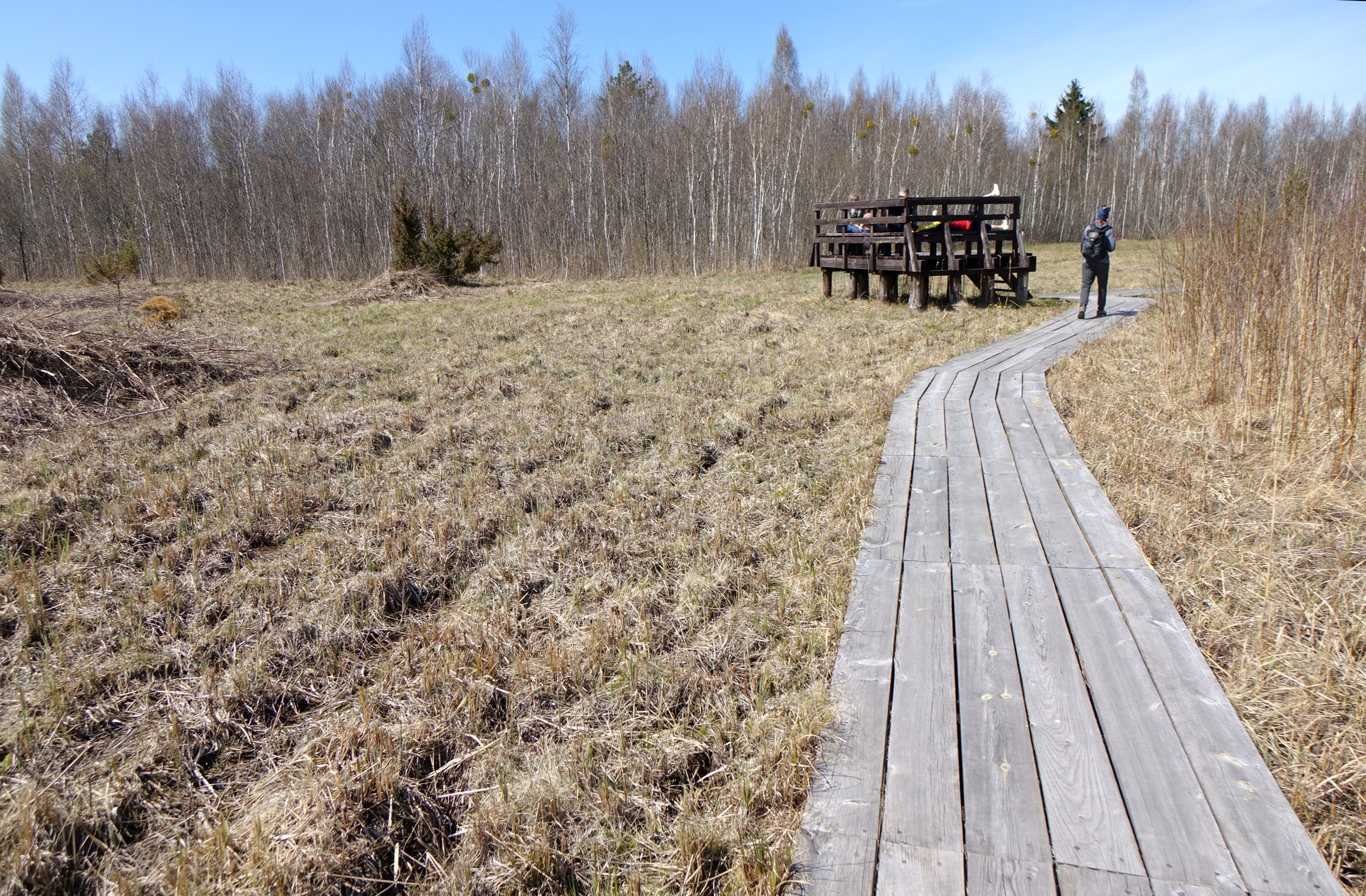